# Blangy-sur-Ternoise
Blangy-sur-Ternoise är en kommun i departementet Pas-de-Calais i regionen Hauts-de-France i norra Frankrike. Kommunen ligger i kantonen Le Parcq som tillhör arrondissementet Montreuil. År 2022 hade Blangy-sur-Ternoise 700 invånare.

## Befolkningsutveckling
Antalet invånare i kommunen Blangy-sur-Ternoise
| Referens: INSEE |